# Eremogone oosepala
Eremogone oosepala là loài thực vật có hoa thuộc họ Cẩm chướng. Loài này được (Bordz.) Czerep. mô tả khoa học đầu tiên năm 1981.